# Rafael Nogueras Oller

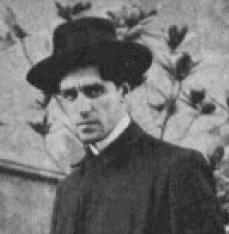
Rafael Nogueras Oller en La Campana de Gràcia, 1907.

Rafael Nogueras Oller (Barcelona, 1880-1949) poeta y escritor modernista y anarquista, ligado a los artistas del grupo del Rovell de l'Ou (La Yema del Huevo).

## Biografía
Colaboró en La Talia Catalana (1898), La Catalunya Artística y Juventud.
Ligado con el modernismo y el anarquismo, con los artistas del grupo del Rovell de l'Ou, y con un cierto maragallismo, publicó Les tenebroses (Las tenebrosas) (1905), ensayo de poesía social, de tono a menudo prosaico y reivindicativo del proletariado, como en el poema de La vaga (La huelga, recuerdo de la huelga general del 1902). Ahí incluyó una Oda número 2 en Barcelona, especie de réplica a la de Verdaguer, y un curioso caligrama, La essa.
Fue editor de los pliegos efímeros "Poti-Poti" (1906) y trató de difundir, con Xavier Nogués, canciones populares de acuerdo con la época.
También publicó Pas de la mort (Paso de la muerte) y Ciutat endins (Ciudad adentro), la comedia lírica Rodamón (Trotamundos) (1907) y las narraciones La cruz del camino (1915) y Lo pecat mortal.
Fue un funcionario oscuro, se alejó de su pasado anarquista, colaboró en El Correo Catalán, La Vanguardia y Las Noticias y estrenó, con éxito, zarzuelas como La archiduquesa y Rayo de luna (1916).